# UB-142号潜艇
陛下之UB-142号艇是德意志帝国海军于第一次世界大战期间建造的其中一艘UB-III型近岸潜艇或称U艇。该艇由不来梅的威悉船厂承建，于1918年9月19日新船下水，至同年10月22日交付使用。其全长55.85米，水面及水下排水量分别为523吨和653吨，艇载武器则包括五具500毫米鱼雷发射管以及一门105毫米口径甲板炮。由于入役时已临近战争结束，UB-142号未及参与任何作战。战后，根据对德停战协定的要求，该艇于1918年11月22日被引渡至英国哈维奇正式向协约国投降，然后移交法国，至1921年在朗代诺拆解报废。

## 设计
UB-142号是不来梅威悉船厂承建的第四批次UB-III型潜艇之一，由德意志帝国海军潜艇监察局于1917年6月27日订购，同年10月30日动工，至1918年7月23日下水。其全长55.85米，舷宽5.8米。艇体采用双壳体结构，水面及水下排水量分别为523吨和653吨，浮起时的吃水深度为3.75米。由于无需像UC-II型艇那样提供水雷布设装置，设计工程师对潜艇舷弧进行了优化，增大了司令塔体积，配备两具潜望镜，司令塔与控制室之间增加一道水密舱壁。这些改进显著提高了潜艇的水下机动性和生存力。为了达到更高的航速，UB-142号采用两台奔驰六缸四冲程550匹公制馬力（405千瓦特）柴油机用于水面运行，以及两台394匹公制馬力（290千瓦特）的船舶联盟（Schiffsunion）电动发电机用于水下航行；水面最高航速13.5節（25.0每小時），水下7.5節（13.9每小時）；能够在水面以6節（11每小時）航速续航7,280海里（13,480），或以4節（7.4每小時）连续在水下航行55海里（102）而无需充电。
UB-142号的主武器为五具500毫米艇艏鱼雷发射管，其中艇艏四具采用层叠式布局分居两侧、艇艉一具，并可搭载合共10枚G6型鱼雷。辅助武器则是一门105毫米45倍径速射炮。其标准船员编制为3名军官加31名水兵。

## 服役历史
1918年10月22日，UB-142号在前U-155和U-73号艇长、经验丰富的海军上尉卡尔·莫伊泽尔的指挥下正式入役，随即展开海试。但由于入役时间较迟，UB-142号在战争结束前未及参与任何作战行动。战后，根据对德停战协定的要求，该艇于1918年11月22日被引渡至法国正式向协约国投降，至1921年7月在朗代诺拆解报废。

## 脚注
1. ↑  Rössler，第56頁.
2. ↑  Helgason, Guðmundur. . German and Austrian U-boats of World War I - Kaiserliche Marine - Uboat.net.   [2009-02-13].
3. 1 2 3 4 5  Gröner 1991，第25-30頁.
4. 1 2  Helgason, Guðmundur. . German and Austrian U-boats of World War I - Kaiserliche Marine - Uboat.net.   [2015-03-11].
5. ↑  陈进，第239頁.